# Tom Dillmann
Tom Aston Dillmann (Mulhouse, 6 de abril de 1989) é um piloto francês de automobilismo que atualmente é piloto reserva da equipe Jaguar TCS Racing. Ele é mais conhecido por ter ganhado o Campeonato Alemão de Fórmula 3 em 2010 e o Campeonato de Fórmula V8 3.5 em 2016.

## Carreira

### GP3 Series
Em março de 2011, Dillmann ingressou na equipe Carlin para disputar a temporada de 2011 da GP3 Series, tornando-se parceiro de equipe de Conor Daly e Leonardo Cordeiro.

### GP2 Series
Após o final da temporada da GP3 Series de 2011, Dillmann testou um carro de GP2 Series para a equipe iSport International, durante os testes de pós-temporada em Jerez e Barcelona. Suas atuações de testes o permitiram juntar-se à equipe para o evento final da GP2 não válido para o campeonato realizado no circuito de Yas Marina, em apoio ao Grande Prêmio de Abu Dhabi. Ele terminou ambas as corridas na zona de pontuação, como ele terminou em sexto lugar na primeira corrida e depois em terceiro na segunda corrida. Seus resultados foram o segundo melhor de um piloto da GP3, depois de James Calado. Depois de testar pela Ocean Racing Technology e Rapax Team durante os testes de pré-temporada, Dillmann juntou-se a Rapax antes do evento de abertura da temporada de 2012 em Sepang.
Para a temporada de 2013, foi anunciado que Dillmann juntaria a nova equipe russa, a Russian Time, ao lado do repatriado a GP2 Sam Bird. Ele marcou duas pole positions e voltas mais rápidas e terminou em décimo no geral, oito lugares atrás de Bird.
Em 2014, embora confirmado na Russian Time, ele acabou perdendo a vaga, em consequência a morte do diretor da equipe em janeiro daquele ano; Dillmann disputou oito rodadas do campeonato com a Arden International e Caterham, terminando no pódio na corrida curta na Catalunha e alcançando a volta mais rápida na corrida de longa em Hungaroring.

### Fórmula E
Em agosto de 2015, Dillmann participou dos testes de pré-temporada com a Team Aguri, juntamente com seu colega ex-piloto de GP2, Stefano Coletti.
Em abril de 2017, Dillmann participou da sessão de treinos livres com Venturi no ePrix da Cidade do México no lugar de Stéphane Sarrazin. Mais tarde naquele mês, a Venturi anunciou que Dillmann faria sua estreia no ePrix de Paris no lugar de Maro Engel.
Em 2018, ele disputou pela Venturi o ePrix de Berlim e, posteriormente, a rodada dupla do ePrix de Nova Iorque, que marcou o encerramento da temporada de 2017–18.
Em 8 de outubro de 2018, Dillmann foi anunciado como pilota da equipe NIO Formula E Team para a temporada de 2018–19.
Em maio de 2021, Dillmann foi anunciado como piloto de simulador e reserva da equipe Jaguar Racing para a temporada de 2020–21. Em 12 de janeiro de 2024, a Jaguar anunciou que ele permaneceria como piloto de teste, reserva e simulador da equipe, para o campeonato de 2023–24 — a quarta temporada consecutiva —, juntamente com Joel Eriksson.